# Hong Soo-hyun
Đây là một tên người Triều Tiên, họ là Hong.
Hong Soo Hyun (sinh ngày 15 tháng 2 năm 1981) là diễn viên và người mẫu Hàn Quốc, được biết đến qua vai Se Ra trong bộ phim Sang Doo, Let's Go To School (상두야 학교 가자); Ji Soo Yeon trong Only you; Suk-yeong trong Dae Jo Young (대조영). Cô còn tham gia diễn xuất cùng nhóm nhạc TVXQ trong 2 tập của Banjun theatre là Yunho’s Tokyo holiday và Finding lost time.

## Sự nghiệp
Hong Soo Hyun khởi nghiệp với vai trò người mẫu quảng cáo cho mỹ phẩm Clean & Clear của hãng Johnson & Johnson vào năm 1996. Sau đó cô nhận được khá nhiều hợp đồng quảng cáo, nhưng đa số các hợp đồng này đều không thành công và Soo Hyun bị giới chuyên môn cho là "xui xẻo" – một khởi đầu không mấy thuận lợi.
Năm 1999, Hong Soo Hyun tham gia diễn xuất lần đầu tiên trong bộ phim truyền hình Ghost (고스트) của đài SBS, và từ đó cô dần bước vào hoạt động trong lĩnh vực của nghệ thuật thứ bảy.
Năm 2007, Hong Soo Hyun gia nhập công ty BOF của Bae Yong Joon. Dự đoán có thể BOF sẽ giúp Hong Soo Hyun mở rộng hoạt động về sau hơn nữa. 

## Các phim đã tham gia

### Phim truyền hình
- 1999: Ghost (고스트)
- 2001: Delicious Proposal (맛있는 청혼)

	 Like Father Unlike Son
- 2002: Let’s Get Married (결혼합시다)
- 2003: Sang Doo, Let's Go To School (상두야 학교 가자)

	King's Woman (왕의 여자)
- 2004: My Lovely Family
- 2005: Only you
- 2006: Dae Jo Yeong (대조영)
- 2009: Temptation of an angel
- 2011: The Princess' Man
- 2012: History Of The Salaryman
- 2012: Goodbye Dear Wife
- 2013: Jang Ok Jung, Live For Love

### Phim điện ảnh
- 2000: Bungee jumping of their own (번지점프를 하다)
- 2008: Fate; Rough Cut.

### Banjun Theatre
- Yunho’s Tokyo holiday
- Finding the lost time

## Giải thưởng
- KBS Giải thưởng Nữ diễn viên trẻ (2001)
- KBS Giải thưởng nữ diễn viên phụ xuất sắc nhất (2003)
- KBS Nữ diễn viên chính kịch xuất sắc nhất (2005)